# یاتیولا
یاتیولا (به لاتین: Yatiwella) یک منطقهٔ مسکونی در سری‌لانکا است که در استان مرکزی (سری‌لانکا) واقع شده‌است.